# Femmes pendant la guerre Iran-Irak
Cette page se comprend mieux après la lecture de Guerre Iran-Irak.
Cet article traite l'histoire et la condition des femmes pendant la guerre Iran-Irak.

## Femmes dans l'armée
Malgré la stricte ségrégation sexuelle exercée en Iran après la révolution, certaines femmes iraniennes servent dans l'armée et les paramilitaires pendant la guerre. Environ 25 000 Iraniennes servent comme médecins et infirmières, au moins 500 combattent et au moins 170 sont faites prisonnières de guerre par l'Irak,,. Les iraniennes participent également actives dans à la gestion des approvisionnements alimentaires des soldats, au transport du matériel de guerre et aux efforts de renseignement. Potentiellement, jusqu'à 25 % des combattants de la bataille de Khorramshahr sont des femmes et pendant la guerre sont tuées au moins 6 400 iraniennes, blessées au moins 5 700 et handicapées au moins 3 000. Marzieh Hadidchi, une fondatrice du Corps des Gardiens de la révolution islamique, servit comme commandante militaire pendant la guerre.
Le gouvernement iranien profite des femmes dans sa propagande de guerre, les représentant comme des mères et des épouses de soldats qui acclament le martyre de ceux-ci. Les femmes sont également recrutées pour participer à des campagnes de rédaction de lettres, à la fois pour encourager les soldats combattant sur le front et pour encourager les hommes à s'enrôler comme soldats,.
Cependant, le gouvernement iranien dissimule la participation des femmes à la guerre. La journaliste Maryam Kazemzadeh note qu'un certain nombre de monuments commémoratifs de fortune érigés pendant la guerre en l'honneur des femmes tuées sont supprimés par le gouvernement iranien. En 2019, la fondation protection des œuvres et publication des valeurs de la sainte défense déclare qu'elle est « prête à donner à des sites le nom de femmes martyres parce que nous pensons que le rôle des femmes dans la Défense sacrée fut ignoré ».
Certaines femmes irakiennes servent également dans l'armée pendant la guerre, notamment dans l'armée de l'air et dans les escouades de défense aérienne, et particulièrement vers les dernières années de la guerre, alors que les effectifs irakiens deviennent de plus en plus limités.

## Femmes civiles
Lors de l'apogée de la guerre Iran-Irak, les femmes constituent une grande partie de la main-d’œuvre domestique en Iran et remplacent les hommes combattant, blessés ou morts. Les femmes joue de plus un rôle important dans le lobbying en faveur des régimes de retraite des anciens combattants après la guerre.
Pendant la guerre, Maryam Kazamzadeh devient la première photojournaliste de guerre en Iran.
La guerre touche également les femmes civiles irakiennes. Selon Nadje Sadig Al-Ali, auteur de Iraqi Women: Untold Stories from 1948 to the Present : « Les femmes portaient le double fardeau conflictuel d'être les principaux moteurs de la bureaucratie d'État et du secteur public, les principaux soutiens de famille et chefs de famille, mais aussi les mères des 'futurs soldats' ». Pendant la guerre, le gouvernement irakien offre aux enfants et aux épouses des défunts soldats un petit lopin de terre ou une somme d'argent pour construire une maison, mais l'indemnisation est considérablement inférieure à laquelle ces familles ont officiellement droit. Durant les dernières années de la guerre, le gouvernement irakien planifie à encourager les femmes à quitter leur emploi pour élever leurs enfants en réponse au nombre de morts. La guerre ayant fini, l'emploi des femmes diminue pour laisser la place aux soldats qui reviennent.
La progression de l'éducation des femmes en Irak décline considérablement pendant la guerre et le taux d'alphabétisation des femmes continue en général à choir bien après ; ceci est plus prononcée dans les provinces rurales du sud où obtenir une éducation est déjà difficile. Pendant la guerre, en Irak la fréquentation scolaire en général est de 68 % chez les jeunes filles (82 % chez les jeunes garçons), tandis que les filles des zones rurales n'en ont que 25 %. Étant donné que les produits de première nécessité tels que la nourriture et l'eau deviennent de plus en plus rares et chers, les femmes sont forcées de travailler dans l'agriculture plutôt que de poursuivre leurs études. La violence contre les femmes, dont le viol, qui s'accroît au cours de la guerre, est une autre raison pour laquelle les femmes ne poursuivent pas leurs études,.
La guerre influe également les femmes du Kurdistan. En août 1979, l’armée iranienne lance une offensive pour détruire le mouvement autonomiste au Kurdistan. Des organisations kurdes telles que Komala, qui s'engagent dans une guérilla contre le gouvernement iranien pendant la guerre, recrute des centaines de femmes dans leurs rangs militaires et politiques. Au sein de ses propres camps, Komala abolit la ségrégation sexuelle et les femmes participe ainsi au combat et à l'entraînement militaire. Lors de la campagne Anfal en 1988, des femmes kurdes sont détenues dans des camps de concentration et le viol est utilisé comme une forme de punition.

## Dans la littérature
- Zahra Hosseini, Dâ